# Ryūichi Inomata
Ryūichi Inomata (猪股隆一, Inomata Ryūichi) est un réalisateur japonais.

## Filmographie

### Cinéma
- 2007 : Mari to koinu no monogatari (マリと子犬の物語?)
- 2010 : Shodō gāruzu!!: Watashitachi no kōshien (書道ガールズ！！ わたしたちの甲子園?)
- 2017 : Last Cop: The Movie (ラストコップ ＴＨＥ ＭＯＶＩＥ?)

### Télévision

#### Téléfilm
- 2006 : Uso o tsuku shitai
- 2006 : Saigo no naichingēru
- 2007 : Ruri no shima supesharu 2007: Hatsukoi
- 2009 : Niini no koto o wasurenaide: Nōshuyō to tatakatta 8-nenkan

#### Série télévisée
- 2000 : Densetsu no kyōshi (épisode 1.11)
- 2002 : Golden Bowl (ゴールデンボウル, Gōruden bōru?)
- 2003 : Kōfuku no ōji
- 2004 : Aijō ippon
- 2006 : Purimadamu
- 2007 : Tantei gakuen Q (épisode 1.06)
- 2009 : Kiina: Fukanō hanzai sōsakan
- 2011 : Kaseifu no Mita
- 2012 : Cleopatra na onna tachi (2 épisodes : 1.03-04)
- 2012 : Akumu chan (mini-série)
- 2013 : Kumo no kaidan (mini-série, 2 épisodes)
- 2014 : Ashita, mama ga inai (mini-série, 5 épisodes)